# ECC (клиринговая палата)
European Commodity Clearing AG (ECC) — это европейская клиринговая палата, спектр услуг которой включает клиринг и расчеты по биржевым и внебиржевым сделкам с энергетическими и смежными с энергетикой продуктами. ECC AG является дочерней компанией Европейской энергетической (EEX) и входит в группу EEX.
Компания, базирующаяся в Лейпциге, была создана в 2006 году в результате выделения и передачи клиринговой деятельности European Energy Exchange AG (EEX) в дочернюю компанию. 15 августа 2006 года ECC получил лицензию Федерального агентства по надзору за финансовыми услугами (BaFin) на деятельность в качестве банка по торговле ценными бумагами. Кроме того, с января 2007 года ECC имеет разрешение действовать в качестве центрального контрагента в соответствии с § 1, абзац 31, КВТ. 11 июня 2014 года ECC был одобрен BaFin в качестве центрального контрагента в соответствии с Регламентом (ЕС) № 648/2012 (Регламент рыночной инфраструктуры).

## Сервисы
В настоящее время European Commodity Clearing AG занимается клирингом всех сделок, заключенных на Европейской энергетической бирже (EEX), EEX Asia, EPEX SPOT, Powernext, Power Exchange в Центральной Европе (PXE), а также для партнеров HUPX, HUDEX, NOREXECO, SEEPEX и SEMOpx.
Кроме того, ECC также занимается клирингом внебиржевых сделок, которые регистрируются на этих биржах (регистрация транзакций).
Во всех „очищенных“ сделках ECC выступает в качестве центрального контрагента между контрагенты. Он обеспечивает выполнение сделок и якобы снижает риск дефолта контрагента для покупателей или покупателей, соответственно. Продавец. Международно признанная система обеспечения (основанная на депонировании маржи) предназначена для обеспечения выполнения сделок, даже если одна из сторон не выполняет свои обязательства. По его словам, на каждом этапе сделки гарантируется анонимность покупателей и продавцов.
Автоматизированное и интегрированное управление рисками с помощью различных торговых площадок и продуктов позволяет ECC стандартизировать процессы и снизить транзакционные издержки для участников. При этом ECC также учитывает влияние портфеля на противоположные позиции в рамках так называемой перекрестной маржи (SPAN), чтобы минимизировать требуемую сумму обеспечения. В настоящее время ECC сотрудничает с 21 международным клиринговым банком.
ECC обеспечивает клиринг и обработку следующих продуктов:
- Электричество (Германия, Франция, Австрия, Швейцария, Бельгия, Нидерланды, Норвегия, Швеция, Сербия, Финляндия, Дания, Великобритания, Венгрия)
- Природный газ (Германия, Франция, Великобритания, Италия, Нидерланды, Австрия, Испания, Чехия)
- Нормы выбросов (EUA, CER, EUAA)
- Целлюлоза (NBSK и BHKP)

## Расширение клиринговых продуктов
С 26 ноября 2008 года ECC занимается газовыми сделками, которые торгуются на французской Powernext SA. В рамках сотрудничества EEX AG и Powernext SA в сфере торговли электроэнергией с апреля 2009 года ECC также занимается клирингом и расчетами французских спотовых и форвардных сделок с электроэнергией, которые торгуются на спотовом и форвардном рынках электроэнергии EPEX Spot и деривативов EEX Power.
С октября 2009 года ECC осуществляет клиринг и расчеты по фьючерсам на электроэнергию в Великобритании, которые были представлены с указанием APX-Endex.
С декабря 2009 года ECC занимается клирингом и расчетами для новой газовой биржи в Австрии. Торговля осуществляется через биржевые системы Венской фондовой биржи, точка доставки - Центральноевропейский газовый хаб (CEGH)
В декабре 2010 года клиринг был распространен на фьючерсный рынок.
С июля 2010 года ECC также работает в качестве клиринговой палаты для созданной Венгерской энергетической биржи (HUPX), занимаясь клирингом и расчетами в отношении электроэнергии, заключенными на HUPX в рамках этого сотрудничества.
С июля 2011 года ECC также начала клиринг фьючерсов на электроэнергию HUPX.
С февраля 2013 года группа EEX продолжила расширять свои услуги по регистрации сделок, чтобы иметь возможность предлагать больше товаров, которые не торгуются на биржах-партнерах EEX или ECC.
С июня 2013 года EEX предлагает торговлю сертификатами происхождения (GOOS). Эти сертификаты доказывают, что один мегаватт-час электроэнергии был произведен за счет возобновляемых источников энергии. Клирингом и расчетами по этим торговым сделкам занимается клиринговая палата ECC.
2 сентября 2013 года ECC взяла на себя клиринг и обработку всех торговых сделок, заключенных на Центральноевропейской энергетической бирже (PXE), расположенной в Праге.
11 декабря 2013 года ECC и норвежская NOREXECO AS договорились о сотрудничестве в области торговли и расчетов с сырьевыми товарами и заключили соглашение о сотрудничестве с этой целью.
В декабре 2013 года EEX стала мажоритарным акционером фьючерсной биржи Cleartrade Exchange (CLTX), основанной в Сингапуре в 2010 году. По его словам, цель состоит в том, чтобы создать новое глобальное предложение товаров. CLTX дополняет текущие продукты EEX такими продуктами, как грузы, железная руда, судовое масло и удобрения.